# (29135) 1987 SZ2
1987 أس زد 2 (ويعرف أيضًا باسم (29135) 1987 أس زد 2 وفق تسمية الكوكب الصغير) (بالإنجليزية: 1987 SZ2)‏ هو كويكب ضمن حزام الكويكبات؛ وترتيبه 29135 من حيث الاكتشاف.
اكتُشف هذا الجُرم الفلكي بواسطة إيريك والتر إلست في 21 سبتمبر 1987.

## وصلات خارجية
- (29135) 1987 SZ2 في قاعدة بيانات مختبر الدفع النفاث لأجرام النظام الشمسي الصغيرة

- الاكتشاف · مخطط المدار ·  العناصر المدارية · المعلمات المادية

- (29135) 1987 SZ2 على موقع ويكي سكاي: DSS2, SDSS, GALEX, IRAS, Hydrogen α, X-Ray, Astrophoto, Sky Map, Articles and images